# Kristina Kaiserová
Kristina Kaiserová (* 21. Juli 1956 in Varnsdorf, Okres Děčín) ist eine tschechische Historikerin.

## Leben
Nach der Matura 1975 studierte Kaiserová bis 1980 an der Philosophischen Fakultät der Karls-Universität Prag. Thema ihrer Diplomarbeit waren Stadtentwicklung im mittleren Deutschland und in Böhmen während der Reformation und der Bauernkriege. 
Promotion und Aspirantur (Dissertation) folgten 1980 und 1991, letztere zum Thema Staatliche Macht in Sachsen im 16. und im Laufe des 17. Jahrhunderts. Nach siebenjähriger Archivarstätigkeit in Děčín und anschließendem dreijährigen Mutterschafts- und Erziehungsurlaub in den 1980er Jahren lehrt sie seit 1990 an der Jan-Evangelista-Purkyně-Universität (UJEP) in Ústí nad Labem, außer in Geschichte auch in den Fachbereichen Slawistik und Germanistik. 
Sie ist Leiterin des Wissenschaftlichen Beirats der Universität und war zwischen 2008 und 2012 die Vizedekanin des Auswärtigen der Philosophischen Fakultät.
Sie ist Mitglied der Deutsch-tschechischen Historikerkommission.
Aus dem neunköpfigen Wissenschaftlichen Beirat der Stiftung Flucht, Vertreibung, Versöhnung schied sie Anfang März 2010 mit Kritik u. a. an Helga Hirsch wieder aus. Angelica Schwall-Düren und der Vizepräsident des Deutschen Bundestages Wolfgang Thierse bezeichneten dies in einer Pressemitteilung der SPD als „Alarmsignal“. 
Sie ist die Vorsitzende des Stiftungsrates des Collegium Bohemicum.  